# Bror Belfrage
Bror Oscar Belfrage, född 28 september 1905 i Eskilstuna, död 10 februari 1965 i Gustav Vasa församling i Stockholm, var en svensk tecknare och målare.
Han var son till fabrikören Carl Oskar Belfrage och Alma Christina Carlsson och från 1931 gift med Alva Laurentia Flodquist. Belfrage studerade vid Wilhelmsons målarskola i Stockholm 1924–1925 och i Tyskland 1926 samt på Isle of Man och i Skottland 1949–1950. Hans konst består av porträtt, djurbilder och landskap. Som illustratör illustrerade han bland annat Karin Comeths bok Tant Karin berättar  1946 dessutom skrev han boken Pauli resor  som översattes till ett flertal språk.